# 팜젠사이언스
팜젠사이언스는 생산품질시스템의 선진화, 마케팅 글로벌화, R&D특화 및 강화를 통해 'Global No.1소화기 신약 전문기업'을 지향하고있는 제약회사입니다.
팜젠사이언스는 2022 국가신약개발사업 선정 및 세계적 수준의 중견기업 육성을 위해 산업통상자원부에서 추진하는 2023 월드클래스플러스에 선정되는 등 기술력을 인정받고 있습니다.
자회사 및 관계회사로 미국에 본사를 두고 진단과 제약을 아우르는 종합 헬스케어 전문기업인 엑세스바이오(코스닥 상장업체), 고민감도 종합 진단 솔루션(면역진단, 분자진단, 바이오센서)업체인 웰스바이오, 제약, 신약개발, 진단 등 바이오분야 & 헬스케어 전반의 회사 신성장동력 발굴/투자 목적으로 설립된 비라이트가 있습니다.

## 제품소개
| *바르디핀   | 고혈압 치료제              |
| *크바젯     | 고지혈증 치료제            |
| *리바틴     | 고지혈증 치료제            |
| *에소맥스   | 역류성식도염 및 궤양치료제 |
| *듀오조인   | 골관절염 치료제            |
| *네프리스엔 | 신장 및 방광 질환 치료제   |
| *미가펜     | 편두통 치료제              |